# Air Ambulance Show
L'Air Ambulance Show és un fira aeronàutica que té lloc a la República Txeca. Està dirigida al públic general i a professionals, i s'hi mostren sistemes d'emergència integrats en aeronaus de tota classe: avions, helicòpters, caces, etc. Es porta a terme anualment en maig en la localitat de Hradec Králové.